# Kardiomegalie
Mit dem Begriff Kardiomegalie bezeichnet man eine Vergrößerung des Herzens, die außerhalb der Norm liegt. Kardiomegalie ist kein eigenständiges Krankheitsbild, sondern eine sekundäre Organveränderung, die sich auf andere Grunderkrankungen zurückführen lässt.
Eine sehr starke Vergrößerung des Herzens wird im klinischen Sprachgebrauch unabhängig von Ursache und Stadium als Cor bovinum („Ochsenherz“) bezeichnet.

## Ursachen
Eine Kardiomegalie kann die Folge einer physiologischen Mehrbeanspruchung sein oder durch pathologische Prozesse entstehen. Auslösende Faktoren bzw. Erkrankungen sind z. B.:
- extremes körperliches Training (Sportherz)
- Arterielle Hypertonie
- Herzklappenerkrankungen
- Fallot-Tetralogie
- Kardiomyopathien
- hochgradige Anämie
- Hyperthyreoidismus
- Hämochromatose
- Amyloidose
- Akromegalie
- Diphtherie
- Morbus Pompe infantil

## Symptome
Solange eine kritische Größe nicht überschritten wird, kann eine Kardiomegalie asymptomatisch sein und nur als Zufallsbefund im Röntgenbild entdeckt werden. Im fortgeschrittenen Stadium macht sie sich durch Herzrhythmusstörungen und die Zeichen der Herzinsuffizienz bemerkbar.

## Diagnose
Eine Kardiomegalie kann durch Echokardiographie oder durch Röntgenuntersuchung (Röntgen-Thorax) diagnostiziert werden. Richtungsweisend beim Röntgen ist der Herz-Thorax-Quotient (CTR) in der p. a.-Projektion. Wenn er größer ist als 0,5, weist das auf eine Kardiomegalie hin. Dieser Zahlenwert sollte jedoch immer im Zusammenhang beurteilt werden, da er z. B. auch bei starker Adipositas, Schwangerschaft, Aszites und Trichterbrust erhöht sein kann.
Beim Röntgen mit mobilen Geräten (a.p.-Projektion) kann das Herz projektionsbedingt vergrößert scheinen. Als Zeichen einer Kardiomegalie gilt hier, wenn die Herzsilhouette die linke Thoraxwand berührt.
Bei Missbildungen, die mit einer stark vergrößerten rechten Herzkammer einhergehen, etwa der Fallot-Tetralogie, kann es zu einer sichtbaren Vorwölbung (Voussure, genannt auch „Herzbuckel“) der Rippen bzw. Brustwand links vom Brustbein kommen.
Bei Hunden wird die Herzgröße mit dem Vertebral Heart Score bestimmt.